# Бесараб Юрій Олексійович
Юрій Олексі́йович Бесара́б (4 жовтня 1975 , Вінниця ), також відомий як Юрій Круглов — український спортсмен і тренер, режисер, колишній PR-менеджер та літературний редактор компанії GSC Game World. Є майстром спорту України міжнародного класу, входив до збірної України з ушу, володар 1-го дуаня чанцюань. Входив у студію зі зйомки аматорських кінофільмів «УПВ Арт Груп».

## Біографія
Народився 4 жовтня 1975 року у місті Вінниця, Україна. Закінчив національний університет фізичного виховання та спорту України.
З 1996 по 2003 роки Юрій входив до складу збірної команди України з ушу. Брав участь у шостому чемпіонаті світу по ушу, що проходив у 2001 році в Єревані, де посів третє місце у категорії «таолу цян (старий формат)». Після цього став майстром спорту України міжнародного класу. Брав участь на Кубку майстрів України з ушу таолу, на якому посів 5 місце.
У 2000 році в театр-студії «Каскадер» Ігоря Мисливого почав займатися постановкою та виконанням боїв, акторськими роботами у виставах.

У процесі участі в літературному конкурсі був помічений і запрошений на роботу GSC Game World як літературний редактор і PR-менеджер. У лютому 2004 року він дав інтерв'ю GameSpot про майбутню гру «STALKER: Тінь Чорнобиля». У грудні того ж року був одним із переможців у літературному конкурсі, після чого його оповідання потрапили до збірки оповідань «STALKER: Тінь Чорнобиля» від видавництва «Ексмо». Взимку 2004 року разом з іншими співробітниками GSC побував у Чорнобильській зоні в рамках екскурсії, організованої GSC Game World.
|                         | Як у будь-якій компанії є свої плюси та мінуси. В принципі хороший колектив, дуже творчий, у PR-відділі у нас дуже давні й тісні стосунки. Ми працюємо в такому складі з 2003 року. Але як у будь-якій великій компанії, є свої зволікання. Звісно, є своя специфіка, це більша свобода і розкутість. Колектив молодий, здоровий, веселий, і це накладає свої відбитки на роботуОригінальний текст (рос.) Как в любой компании есть свои плюсы и минусы. В принципе хороший коллектив, очень творческий, в PR-отделе у нас очень давние и тесные отношения. Мы работаем в таком составе с 2003 года. Но как в любой большой компании, есть свои проволочки. Конечно, есть своя специфика, это бо́льшая свобода и раскрепощенность. Коллектив молодой, здоровый, веселый, и это накладывает свои отпечатки на работу. |
| — Юрій про роботу в GSC | |

Потім Юрій перемкнув свою увагу на іншу гру GSC — «Козаки II: Наполеонівські війни». З 26 травня 2004 року був організатором конкурсу на найцікавіше питання від адміністраторів фан-порталів «Козаки II: Наполеонівські війни», листувався в чаті з фанатами, де відповідав на питання щодо гри. У 2004 та 2005 роках DTF опублікували два щоденники розробників, а також Юрій дав два інтерв'ю, в яких він розповідав про гру. Брав участь в організації та проведенні 28 грудня 2004 першого в Києві та 6 лютого 2005 другого в Дніпрі плейтесту «Козаки II: Наполеонівські війни».

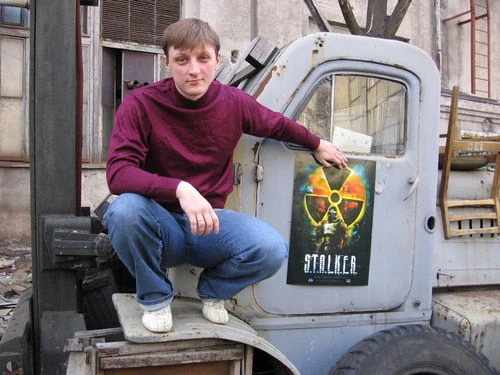
Юрій Бесараб на заводі «Росток», березень 2007 року.

У березні 2005-го залишив компанію, оскільки в лютому того ж року Юрія запросили на роботу до компанії Action Forms допомогти з PR-менеджментом гри «Вівісектор: Звір усередині». Юрій брав участь від імені компанії у виставці «Ігроград» з 14 по 17 квітня. На ній була представлена демо-версія гри, на яку він написав сценарій. Після виходу гри почав писати сценарій для гри «Пригоди капітана Врунгеля», пізніше скасованої. Паралельно працюючи над сценарієм, брав участь у PR-менеджменті гри «Бельтіон: Звід рівноваги» в компанії Rostok Games. Незадовго до виходу «STALKER: Тінь Чорнобиля», у грудні 2006 року, на запрошення Олега Яворського повернувся до GSC.
Був запрошений на захід розробників S.T.A.L.K.E.R. Party 23 березня 2007 року, присвячений виходу гри. У серпні 2007 року розпочав літературний конкурс на найкращі твори зі світу всесвіту S.T.A.L.K.E.R., у якому увійшов до журі. З 2007 року публікував різні промоматеріали до «S.T.A.L.K.E.R.: Чисте небо », зокрема щоденники розробників. У 2008 році було оголошено про проведення конкурсу синопсисів за підтримки сайту «Сценарист.ру». Юрій був у складі журі, було створено тему на форумі сайту, де він відповідав на запитання фанатів. У тому ж році 22 березня було проведено презентацію на тему «S.T.A.L.K.E.R.: гра, книга, кіно…» у контексті міжнародної асамблеї фантастики «Портал 2008» у національному університеті фізичного виховання та спорту України. Участь у ній взяв і Юрій.
18 жовтня спільно з «УПВ Art Group» презентував короткометражний фільм у всесвіті S.T.A.L.K.E.R. «Козырь» на показі аматорського та незалежного кіно «Кіно-Фронт 2008». Фільм не брав участі в конкурсі, оскільки знімався спільно з УПВ Art Group — організаторами заходу. Згідно з самим Юрієм, зйомки фільму тривали сім днів, більшість сцен було знято у вихідні дні жовтня-листопада 2007 року. Фільм триває 29 хвилин і, за словами Юрія, це було зроблено спеціально. «Хороший фільм не той, до якого є що додати, а той, у якого нема чого відібрати. Не думаю, що варто розтягувати сюжет „Козиря“, хронометраж не зробить фільм цікавішим. Я навіть намагаюся вирізати все зайве, щоб глядачеві не було нудно під час перегляду». Як заявляє В'ячеслав Бугайов, представник «УПВ Art Group»: «…він [Юрій] дуже ретельно підходив до всіх зйомок. За вдачею він, мабуть, ідеаліст, тому — якість і максимальна віддача по всіх напрямках проєкту — для нього само собою зрозуміла справа».

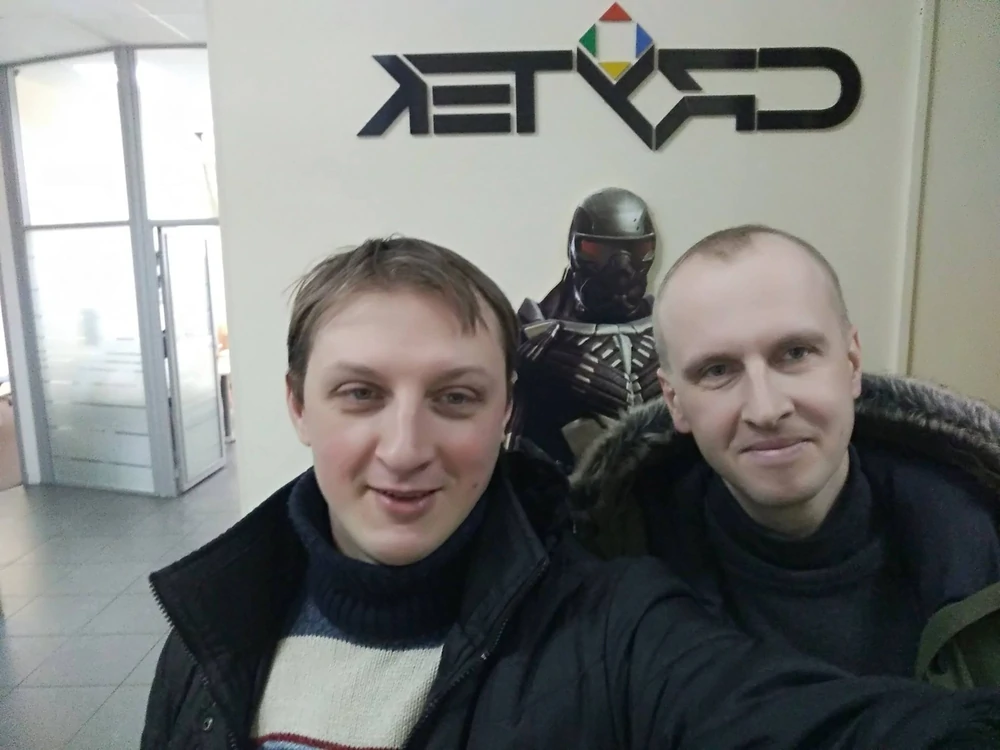
Юрій Бесараб разом з Ігорем Пасічним в офісі Crytek Kiev, 9 лютого 2017 року.

У листопаді залишив компанію через переїзд до Риги. 2009 року отримав запрошення стати адміністратором літературного порталу LitStalker.Ru і брав інтерв'ю у різних людей, залишив проєкт влітку 2010 у зв'язку із закриттям сайту. Після переїзду до Риги почав працювати тренером у спортивному клубі «Школа ушу „Улінь“». Клуб неодноразово брав участь і перемагав на Чемпіонатах Латвії, Європи, Литви та Балтії по ушу. Сам Юрій дав інтерв'ю латвійській газеті «Суббота», в якому розповів про клуб та про ушу.
Був організатором страйкбольних ігор зі S.T.A.L.K.E.R. У 2013 році вийшла книга «Кремль 2222. Легенди тих, хто вижив», до якої увійшла розповідь «Піти, щоб залишитися» за авторством Юрія. Після цього виходить сольна книга Юрія «Кремль 2222. Південний Захід».
З початком вторгнення в Україну переїхав з Риги до Києва.

### S.T.A.L.K.E.R.
- Ежи Тумановский, Дмитрий Калинин, Ян Олешковский, Сергей Жидков, Роман Куликов, Юрий Круглов, Gall, Александр Дядищев. Тени Чернобыля. — твёрдая обложка. — М. : Эксмо, 26 марта 2007. — 448 с. — (S.T.A.L.K.E.R.) — 20100 прим. — ISBN 978-5-699-20794-7. (рассказы «Мать» и «Байки из склепа»)

### Кремль 2222
- Силлов Д. О.. Кремль 2222. Легенды выживших / под ред. Астрель-СПб. — АСТ, 2013-09-27. — 448 с. — 7000 прим. — ISBN 978-5-17-078454-7. (рассказ «Уйти, чтобы остаться»)
  - Силлов Д. О.. Кремль 2222. Легенды выживших. — Litres, 2022-04-19. — 490 с. — ISBN 978-5-457-35694-8. (рассказ «Уйти, чтобы остаться»)
- Юрий Круглов. Кремль 2222. Юго-Запад / под ред. Астрель-СПб. — АСТ, 2013-10-14. — 416 с. — 6500 прим. — ISBN 978-5-17-079786-8.
  - Юрий Круглов. Кремль 2222. Юго-Запад. — Litres, 2022-04-19. — 377 с. — ISBN 978-5-457-54505-2.

### Втеча від невідомого
- Юрий Круглов. Побег от неизвестного. — Самиздат, 2015-09-27. — 170 с.